# Boston (Virginia)
Boston es un lugar designado por el censo situado en el condado de Accomack, Virginia  (Estados Unidos). Según el censo de 2010 tenía una población de 504 habitantes.

## Demografía
Según el censo de 2010, Boston tenía una población en la que el 9,7% eran blancos; el 88,9% afroamericanos; el 0,0% eran indios americanos y nativos de Alaska; el 0,0% eran asiáticos; el 0,0% hawaianos y otros isleños del Pacífico; el 1,2% de otra raza, y el 0,2% a partir de dos o más razas. El 4,8% del total de la población eran hispanos o latinos de cualquier raza.